# BC Khimki
BC Khimki (Russo: БК "Химки") é um clube profissional russo de basquetebol sediado em Khimki, Oblast de Moscou. O clube participa pela primeira vez da Euroliga e a VTB United League. O Nome completo do clube é Basketball Club Khimki Moscow Region.

## História
BC Khimki é considerado um dos mais importantes clues de basquetebol na Rússia. Sua fundação se deu em 5 de janeiro de 1997 e venceu a primeira temporada do campeonato regional alcançando a vaga para disputar a Superliga A Russa. Na temporada seguinte ficou entre os melhores clubes da Rússia e garantiu vaga na Copa Korać, que era o terceiro nível em competições europeias.
A equipe permaneceu em posições intermediárias na Liga Russa até a temporada 2002-03.The team remained in a middle position in the Russian Super League until the 2002–03 season. Neste ano o clube passou por melhorias e terminou na quarta posição na liga doméstica, demonstrando estilo excelente de jogo. Durante os anos seguintes, a alta sociedade russa que estava nos bastidores do clube decidiram investir num elenco muito forte, contratando jogadores do renome de  Gianmarco Pozzecco, Óscar Torres, e Rubén Wolkowyski, campeão olímpico em 2004 com a Argentina.
O clube participou constantemente de competições europeias de 3º nível como o EuroChallenge e a 2º nível a Eurocup. Em 2006, o Khimki fez a final do EuroChallenge contra o Joventut Badalona. Em 7 de outubro de 2006 jogou partida preparatória contra o Los Angeles Clippers, perdendo por 98 a 91.
Khimki venceu a Copa Russa em 2008 e disputou a Eurocup em 2009. Participou da Euroliga participou pela primeira vez na temporada 2009–10, onde permaneceu em 2010-11 e 2011-12. Foi campeão da Eurocup em 2012 e 2015, vencendo o Valencia Basket e Herbalife Gran Canaria nas finais respectivamente.

## Arenas
Khimki tem jogado no Basketball Center of Moscow Region competições domésticas e europeias. Na temporada 2015–16, Khimki passará a mandar seus jogos da Euroliga no Krylatskoe Sport Palace.

## Temporada por Temporada
| Temporada | Nível | Divisão       | Pos. | Final Temporada   | Copas             | Competições europeias              | Competições Regionais      |
| --------- | ----- | ------------- | ---- | ----------------- | ----------------- | ---------------------------------- | -------------------------- |
| 2001–02   | 1     | Superleague A | 6    | oitavo lugar      | –                 | –                                  | –                          |
| 2002–03   | 1     | Superleague A | 4    | quarto lugar      | semifinalista     | –                                  | –                          |
| 2003–04   | 1     | Superleague A | 5    | quinto lugar      | quarto lugar      | –                                  | –                          |
| 2004–05   | 1     | Superleague A | 5    | Semifinalist      | quarto lugar      | 3 FIBA Europe League – Third place | –                          |
| 2005–06   | 1     | Superleague A | 3    | finalista         | finalista         | 3 FIBA EuroCup – Runner-up         | –                          |
| 2006–07   | 1     | Superleague A | 3    | Semifinalist      | –                 | 2 ULEB Cup – Eightfinals           | –                          |
| 2007–08   | 1     | Superleague A | 2    | finalista         | Winner            | 2 ULEB Cup – Eightfinals           | –                          |
| 2008–09   | 1     | Superleague A | 2    | finalista         | –                 | 2 Eurocup – Runner-up              | VTB League – Runner-up     |
| 2009–10   | 1     | Superleague A | 2    | finalista         | quarto lugar      | 1 Euroleague – Top 16              | VTB League – Fourth place  |
| 2010–11   | 1     | PBL           | 4    | finalista         | –                 | 1 Euroleague – Temporada Regular   | VTB League – Champion      |
| 2011–12   | 1     | PBL           | 4    | finalista         | –                 | 2 Eurocup – Campeão                | VTB League – Quarterfinals |
| 2012–13   | 1     | PBL           | 2    | –                 | –                 | 1 Euroleague – Top 16              | VTB League – Fourth place  |
| 2013–14   | 1     | VTB League    | 1    | Quartas de Final  | finalista         | 2 Eurocup – Oitavas de Final       | –                          |
| 2014–15   | 1     | VTB League    | 2    | Finalista         | Quartas de Final  | 2 Eurocup – Campeão                | –                          |
| 2015-16   | 1     | VTB League    | 5    | Quartas de Finais |                   | 1 Euroliga - Quartas de Finais     |                            |
| 2016-17   | 1     | VTB League    | 3    | Finalista         | Oitavas de Finais | 2 Eurocopa - Quartas de Finais     |                            |
| 2017-18   | 1     | VTB League    |      |                   |                   | 1 Euroliga                         |                            |

## Títulos e reconhecimentos

### Competições domésticas
- Liga Russa (PBL & VTB):
  - finalista (7): 2006, 2008, 2009, 2010, 2011, 2012, 2013
- Copa da Rússia:
  - Campeões (1): 2008
  - Finalistas (1): 2006

### Competições regionais
- VTB United League:
  - Campeões (1): 2011

### Competições europeias
- Eurocup:
  - Campeões (2): 2012, 2015
  - Finalista (1):  2009
- EuroChallenge:
  - Finalista (1): 2006

## Jogadores

### Jogadores Notáveis
| - Aleksandr Dedushkin - Vladimir Dyachok - Vitaly Fridzon - Vasily Karasev - Sergei Karaulov - Kelly McCarty - Nikita Morgunov - Timofey Mozgov - Alexander Petrenko - Pavel Podkolzin - Anton Ponkrashov - Aleksey Savrasenko - Nikita Shabalkin - Alexey Shved - Vladimir Veremeenko | - Carlos Delfino - Rubén Wolkowyski - Milt Palacio - Ratko Varda - Teemu Rannikko - Petteri Koponen - Jérôme Moïso - Ademola Okulaja - Pat Burke - Gianmarco Pozzecco - Paulius Jankūnas - Robertas Javtokas - Maciej Lampe - Zoran Planinić - Krešimir Lončar | - Zoran Dragić - Carlos Cabezas - Jorge Garbajosa - Raül López - Melvin Booker - Daniel Ewing - Keith Langford - Chris Quinn - Clay Tucker - Mike Wilkinson - Óscar Torres |

## Técnicos Notáveis
- Kęstutis Kemzūra
- Sergio Scariolo
- Rimas Kurtinaitis

## Ligações Externas
- «Sítio oficial» (Russian) (English)
- Euroleague.net Team Profile
- Eurobasket.com Team Profile